# اندیس آنومالی کاوند
آنومالی کاوند یک اندیس چندفلزی است که در حوالی شهر زنجان استان زنجان قرار دارد و مادهٔ معدنی موجود در آن، طلا است.  در این اندیس، پاراژنز‌های سروسیت و طلا یافت می‌شوند.